# Samseon-dong
Samseon-dong (koreanska: 삼선동)  är en stadsdel i Sydkoreas huvudstad Seoul. Den ligger i stadsdistriktet Seongbuk-gu nordöst om centrala Seoul.